# Rote Speicher

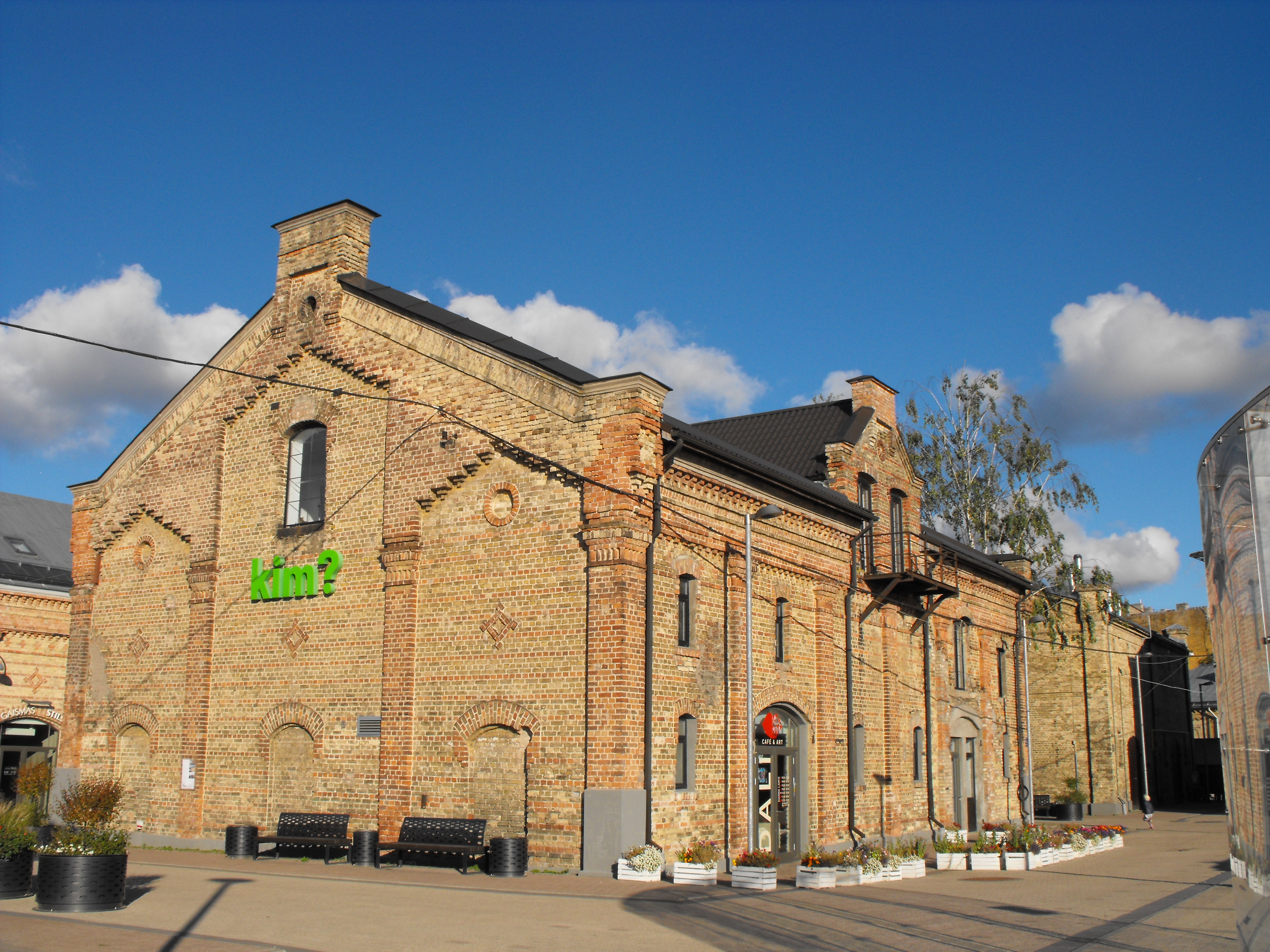
Moskauer Straße 12 mit dem Kunstmuseum kim?, 2015

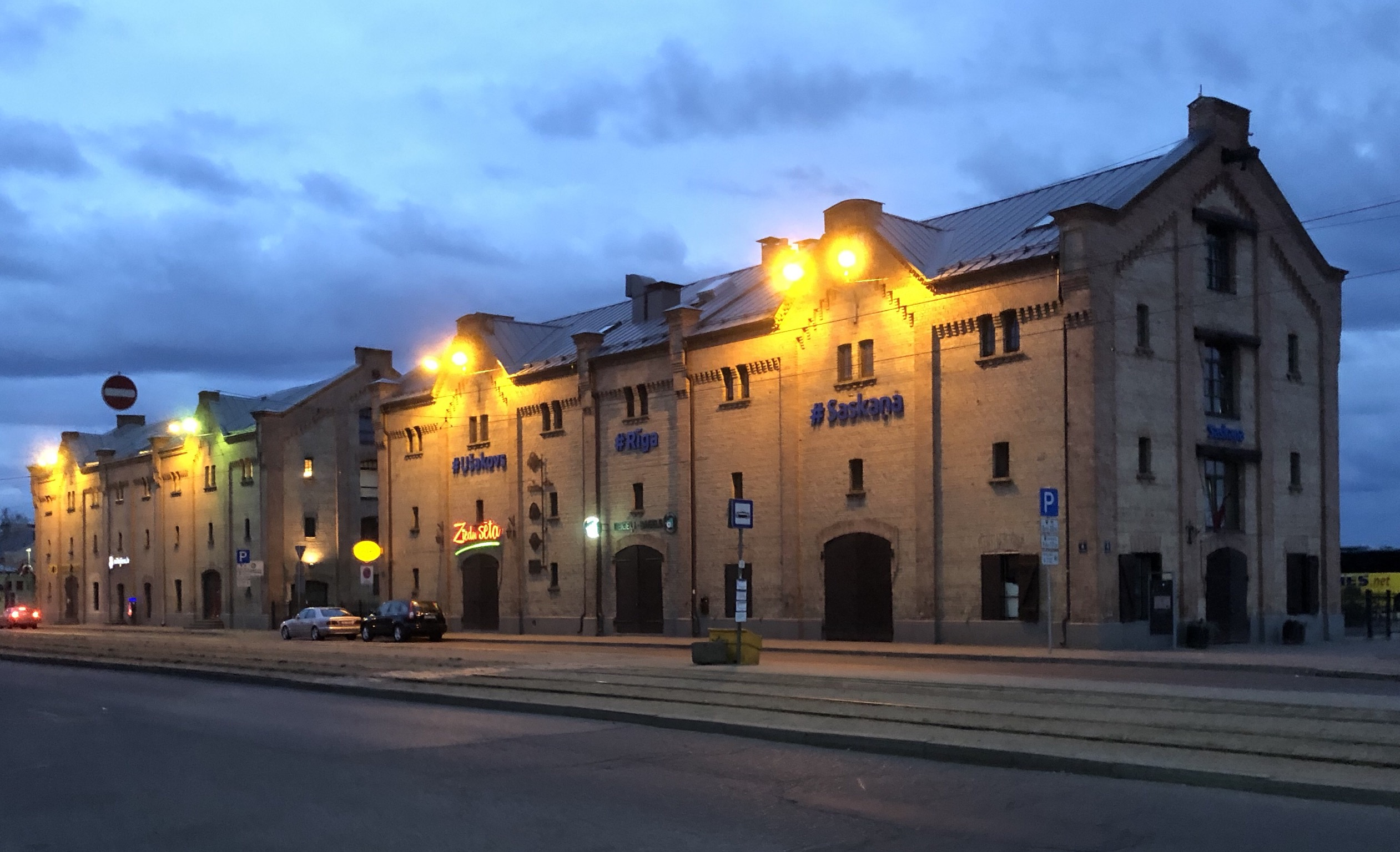
Moskauer Straße 4 bei Nacht, 2018

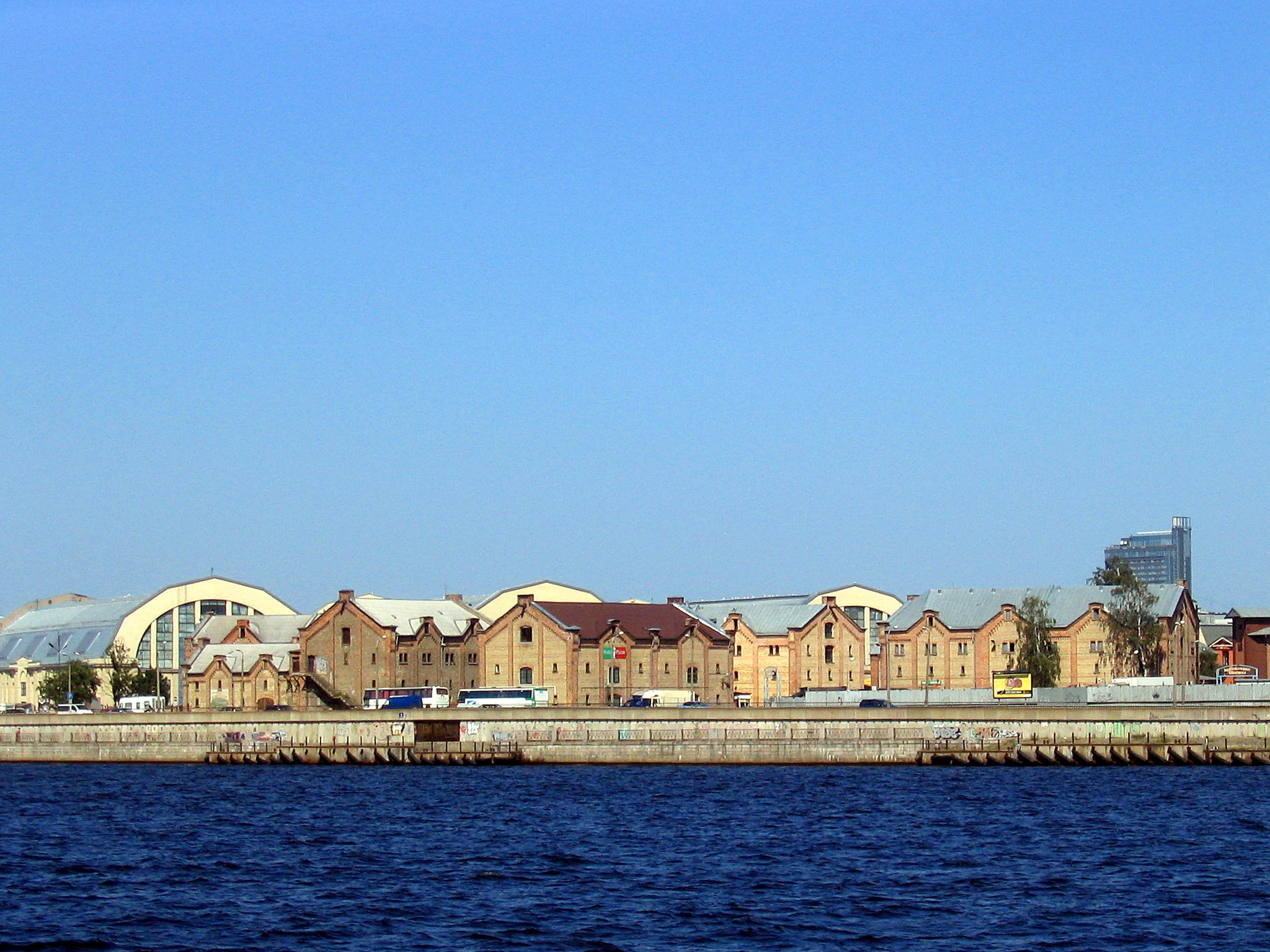
Blick über die Düna auf den Zentralmarkt (links) und die Roten Speicher (rechts), 2007

Die Roten Speicher (lettisch Spīķeru kvartāls Rīgā) sind ein in Teilen denkmalgeschützter Gebäudekomplex in der lettischen Hauptstadt Riga.

## Lage
Sie befinden sich im Rigaer Stadtteil Moskauer Vorstadt unweit des Ufers der etwas weiter südlich verlaufenden Düna. Nördlich liegt der Zentralmarkt Riga. Die Gebäude des Quartiers stehen entlang der Moskauer Straße (Maskavas iela), der Ambarenstraße (Spīķeru iela), Gaisingstraße (Gaiziņa iela) und Prager Straße (Prāgas iela).

## Architektur und Geschichte
Schon seit dem 14. Jahrhundert wurde das Gebiet für den Umschlag und die Lagerung von Waren genutzt. Es befand sich vor den Mauern der Rigaer Stadtbefestigung, bis diese zwischen 1857 und 1863 aufgegeben wurde. Bis zu diesem Zeitpunkt war im Vorfeld der Festungsanlagen nur der Bau von Holzhäusern erlaubt. Zwischen 1864 und 1886 entstanden dann durch verschiedene Architekten, so von Robert August Pflug, K. Felsko, Jānis Frīdrihs Baumanis und R. Schmaeling, insgesamt 58 aus rotem und gelbem Backstein errichtete Speicherhäuser, von denen 13 noch heute erhalten sind. Sie ersetzten dort zuvor seit 1812 betriebene Holzbauten. Es bestanden Vorgaben für die Gestaltung der Häuser. So entstanden zumeist zwei bzw. dreigeschossige Gebäude aus rotem Backstein im Stil des Eklektizismus. Die Keller sind mit Gewölben überspannt. Die Fassaden sind rhythmisch mit Pilastern gegliedert, es bestehen stark betonte Gesimse. Die horizontalen Linien sind mit gelben Backsteinen ausgeführt.
Schon in der Zeit von 1903 bis 1907 verloren die Speicher mit dem Bau des neuen Güterbahnhofs der Stadt und weiterer Bahnanlagen ihre Bedeutung. Bei einem Angriff Pawel Michailowitsch Bermondt-Awaloff auf Riga im Russischen Bürgerkrieg im Jahr 1919 kam es zu Zerstörungen an den Roten Speichern. Für den Bau des Rigaer Zentralmarktes wurden dann einige der Lagerhäuser abgerissen, andere wurden zu Wohnhäusern umgenutzt oder ebenfalls abgerissen. Zum Teil behielten die Gebäude ihre Funktion als Lagerhäuser bei.
Während des Zweiten Weltkriegs gehörte das Gebiet zum Rigaer Ghetto.
Nachdem der Bereich in das Gebiet des UNESCO-Weltkulturerbes einbezogen worden war, wurde mit maßgeblicher Unterstützung der lettischen Kulturministerin Helēna Demakova ein Nutzungsplan erarbeitet, der vor allem kulturelle Nutzungen vorsieht. Es folgten auch umfangreiche Arbeiten an der Gestaltung der öffentlichen Räumen. 2009 eröffnete das Kunstmuseum kim? im Gebäudekomplex. Mit dem Dirty Deal Teatro besteht auch ein Theater im Viertel. Darüber hinaus ist auch die Sinfonietta Riga und der Klangwald hier ansässig. In der Ambarenstraße wird auch der Nachtmarkt durchgeführt.
Seit dem 4. Januar 2010 ist der von 1879 bis 1881 entstandene Gebäudekomplex Moskauer Straße 4, 6, 10, 12, 14 unter der Nummer 8714 im lettischen Denkmalverzeichnis eingetragen. Als Einzeldenkmale bestehen darüber hinaus die Häuser Ambarenstraße 1, 3, 8, 9 und 10.